# Rue de Kyiv
La rue de Kyiv (en occitan : carrièra de Kyiv) est une voie de Toulouse, chef-lieu de la région Occitanie, dans le Midi de la France.

## Situation et accès

### Description
La rue de Kyiv est une voie publique. Elle traverse le cœur du quartier de Reynerie, dans le secteur 6 - Ouest.
Elle naît perpendiculairement à l'avenue de Reynerie et suit un parcours parfaitement rectiligne, orienté à l'ouest, long de 475 mètres. Elle rencontre successivement plusieurs voies de desserte des résidences voisines : le cheminement André-Messager et le cheminement Francis-Poulenc à droite, le cheminement Jean-Wiéner, le cheminement Vincent-d'Indy, le cheminement Louis-Auriacombe et le cheminement Christophe-Gluck à gauche. Elle reçoit également, à mi-parcours, la rue Louise-Michel, qui la relie à la rue Georges-Candilis et à la partie sud de l'avenue de Reynerie. Elle se termine en aboutissant à la place André-Abbal, au carrefour de l'avenue Winston-Churchill et de l'allée André-Maginot.
La chaussée compte une seule voie de circulation automobile à double-sens. Elle est définie comme une zone 30 et la vitesse y est limitée à 30 km/h. Il n'existe pas d'aménagement cyclable.

### Voies rencontrées
La rue de Kyiv rencontre les voies suivantes, dans l'ordre des numéros croissants (« g » indique que la rue se situe à gauche, « d » à droite) :
1. Avenue de Reynerie
2. Cheminement André-Messager (d)
3. Cheminement Jean-Wiéner (g)
4. Cheminement Vincent-d'Indy (g)
5. Rue Louise-Michel (g)
6. Cheminement Vincent-d'Indy (g)
7. Cheminement Louis-Auriacombe - accès piéton (g)
8. Cheminement Francis-Poulenc - accès piéton (d)
9. Cheminement Christophe-Gluck (g)
10. Rue Germaine-Peyroles (d)
11. Avenue Winston-Churchill (g)
12. Allée André-Maginot (d)
13. Place André-Abbal

### Transports
La rue de Kyiv n'est pas directement desservie par les transports en commun Tisséo. Elle débouche cependant à l'ouest sur la place André-Abbal, où se trouve la station de métro Reynerie, sur la ligne . De plus, l'avenue de Reynerie, à l'est, est parcourue par la ligne de bus 14.
Il n'existe en revanche pas de station de vélos en libre-service VélôToulouse à proximité immédiate de la rue de Kyiv. Les plus proches sont les stations no 220 (3 rue de l'Université) et no 265 (251 route de Seysses).

## Odonymie
Le nom de la rue est un hommage à la ville de Kyiv, qui était en 1971 la capitale de la république socialiste soviétique d'Ukraine et depuis 1991 de l'Ukraine, et avec laquelle la ville de Toulouse avait noué des liens dans les années 1950. Il existait déjà, depuis 1967, une rue de l'Ukraine, dans le quartier voisin de la Faourette. Le jumelage entre les deux cités intervint finalement le 7 juin 1975 officiellement.
La rue est d'abord dénommée rue de Kiev. Le 29 septembre 2023, le conseil municipal décide de donner au nom de Kiev sa forme ukrainienne – Kyiv.

## Histoire

### Époque contemporaine

#### XIXesiècleet première moitié duXXesiècle
Au XIXe siècle, la rue de Kyiv n'existe pas. On trouve des domaines agricoles et des fermes qui dépendent en partie des châteaux de Reynerie (actuel no 160 chemin de Lestang), de Fontaine-Lestang et du Tabar (actuel no 1 impasse de Londres). Il existe un simple chemin rural qui relie la ferme de l'Étang (emplacement de l'actuelle résidence Poulenc, no 2 cheminement Francis-Poulenc) et le chemin de Fontaine-Lestang (emplacement de l'actuelle place André-Abbal).

#### Deuxième moitié duXXesiècle
La rue de Kyiv est tracée en 1971, dans le cadre de l'aménagement du secteur de Reynerie, qui correspond à la deuxième tranche de travaux du nouveau quartier du Mirail, réalisé par l'équipe menée par Georges Candilis, Alexis Josic et Shadrach Woods. La rue permet de relier l'avenue de Reynerie, une voie rapide qui permet de traverser le quartier, et le cœur de ce même quartier, qui s'organise autour de la place André-Abbal. La population doit y trouver de nombreux équipements publics : une école maternelle et une école élémentaire (ancienne école maternelle du Lac et ancien groupe scolaire Didier-Daurat, no 16), un collège d'enseignement secondaire (ancien C.E.S. de Reynerie, no 1). Le centre commercial qui s'élève à l'angle de la place André-Abbal, construit par l'équipe de Candilis en 1973, accueille une vingtaine de commerces, une supérette et un café-restaurant, mais aussi une mairie de quartier, une bibliothèque et les services de la caisse d'assurance familiales. L'église Saint-Paul-des-Nations est construite en 1979 sur les plans de l'architecte Fabien Castaing (actuel no 3).
La rue est bordée, au nord et au sud, d'immeubles de grande hauteur, caractéristiques du projet du Mirail. Les résidences Poulenc et Messager, au nord, et les résidences Petit-d'Indy et Grand-d'Indy, au sud, sont construites dans le même temps entre 1968 et 1971 par l'association paritaire des architectes (A.P.A.), composée des architectes Bernard Bachelot, Arnaud Bernardot, Pierre Génard, Pierre et Paul Glénat, Jean-Pierre Pierron, Bernard Valette et Jacques Villemur, pour le compte de l'Office public H.L.M. de Toulouse et de la société H.L.M. Les Chalets. Une place importante est laissée aux espaces verts. Plusieurs voies secondaires – cheminements Francis-Poulenc, André-Messager, Christophe-Gluck, Vincent-d'Indy et Jean-Wiener – partent de la rue de Kyiv et desservent les parkings au pied des immeubles.
Cependant, à partir des années 1980, le quartier du Mirail ne bénéficie plus de l'attrait des premières années et cumule les problèmes liés aux quartiers des banlieues des villes françaises. Il souffre d'une image négative, liée à l'insécurité et au trafic de stupéfiants, une architecture dépréciée et des espaces publics déqualifiés. Le collège de la Reynerie et les écoles élémentaires du quartier sont classées en zone d'éducation prioritaire (ZEP).

#### Début duXXIesiècle
En 2001, le quartier est touché par l'explosion de l'usine AZF. À partir de 2002, le quartier de Reynerie et la rue de Kyiv sont profondément bouleversés par le projet de renouvellement urbain du Grand Mirail, dans le cadre du grand projet de ville porté par la municipalité et par l'Agence nationale pour la rénovation urbaine (ANRU).
Le projet porte en partie sur l'amélioration des services apportés à la population. En 2005, l'école Didier-Daurat est reconstruite, tandis que l'école maternelle du Lac est fermée et démolie, laissant la place à un parking, au carrefour de la nouvelle rue Germaine-Peyroles, tracée en 2015. En 2020, le collège Raymond-Badiou, qui avait pourtant bénéficié d'une profonde rénovation en 2014, est fermé. Le centre commercial est quant à lui profondément réaménagé, les derniers commerces sur la dalle étant fermés, certains locaux étant dévolus à des associations de quartier. Enfin, du point de vue de la voirie, la rue est entièrement requalifiée et le mobilier urbain renouvelé à la suite de travaux menés en 2013.
L'effort porte également sur la transformation de l'habitat, en lien avec une volonté d'ouvrir le quartier en réduisant les continuités bâties par des démolitions de barres d'immeubles et de dalles. Entre 2006 et 2009, les résidences Poulenc, au nord, et Petit-d'Indy, au sud, sont partiellement démolies, tandis que la rue Louise-Michel est percée entre la rue de Kyiv et la nouvelle rue Georges-Candilis. Plusieurs démolitions interviennent dans le cas de résidences dont la copropriété est en difficulté : la copropriété de la résidence Messager, qui compte 261 logements, connaît une situation financière difficile et échoue en 2014 à mener un plan de sauvegarde pérenne. 
En 2019, la rue de Kyiv reste concernée par le nouveau programme national de renouvellement urbain (N-PNRU). La démolition de la dalle au niveau de la place André-Abbal doit s'accompagner de la construction de nouveaux commerces, d'une maison de santé, d'un restaurant et de logements. Un équipement public destiné à la danse doit également être construit à proximité de la rue de Kyiv. En 2020, les projets de relogement et de démolition portent principalement sur les résidences Messager et Grand-d'Indy. Le projet définitif prévoit la construction de nouvelles résidences le long de la rue de Kyiv, seule la résidence Petit-d'Indy étant conservée du projet de l'équipe de Georges Candilis, Alexis Josic et Shadrach Woods.

## Patrimoine et lieux d'intérêt

### Église Saint-Paul-des-Nations

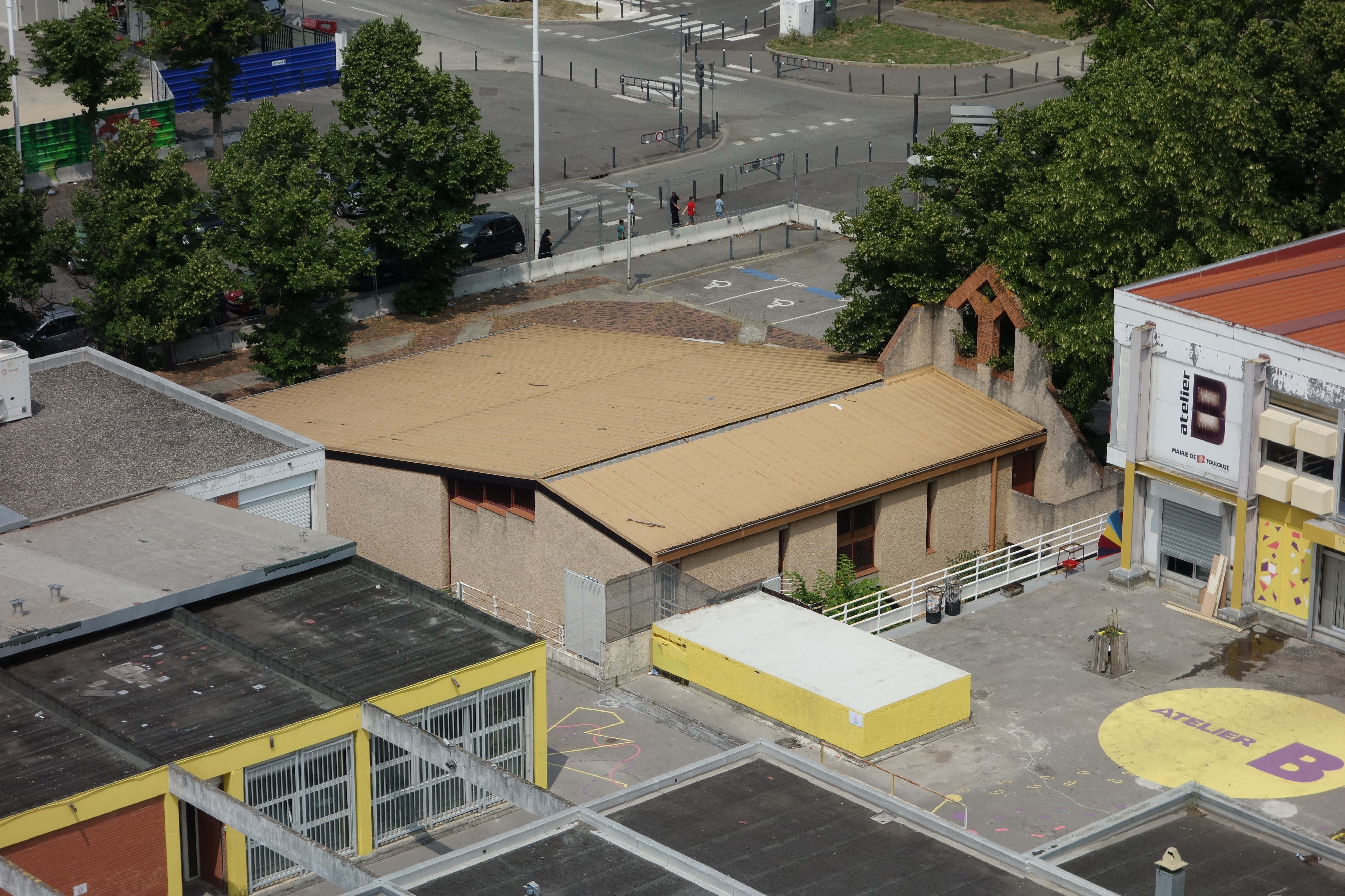
no 3 : l'église Saint-Paul-des-Nations et la dalle du centre commercial de Reynerie vues depuis la résidence Gluck.

L'église Notre-Dame-de-la-Reynerie, devenue Saint-Paul-des-Nations, est construite en 1979 sur les plans de l'architecte Fabien Castaing, sur une parcelle de 300 m² à l'angle du cheminement Christophe-Gluck et à proximité immédiate du centre commercial de Reynerie. Elle dépend du doyenné de Rive gauche.
L'édifice se compose de deux volumes rectangulaires : le porche d'entrée et la nef. L'ensemble est couvert par un toit de plaques d'acier prélaquées. Le clocher-mur en brique et son arc en mitre est une référence à l'architecture gothique méridionale et aux clochers toulousains.

### Collège Raymond-Badiou
Le collège d'enseignement secondaire (CES) de Reynerie, devenu le collège Raymond-Badiou en 2014, est construit en 1969, après le collège de Bellefontaine (actuel no 5 cheminement Francisco-de-Goya) et du Mirail (actuel collège Nicolas-Vauquelin, no 161 rue Nicolas-Louis-Vauquelin), par l'équipe parisienne de l'agence de Georges Candilis. Il s'organise sur une longue parcelle entre l'avenue de Reynerie, la rue de Kyiv (actuel no 1) et le cheminement Jean-Wiener. 
Le collège se compose de trois corps de bâtiments rectangulaires disposés en redan : deux corps de bâtiments sur deux niveaux (rez-de-chaussée et étage) étaient occupés par le collège d'enseignement général, le troisième, sur un seul niveau (rez-de-chaussée), par la section d'éducation spécialisée. Chaque corps de bâtiment s'organise autour d'un patio central. Au sud, le bâtiment qui abrite la salle de demi-pension et une salle polyvalente, et le bâtiment de l'atelier d'application se rattachent à l'édifice de l'enseignement spécialisé. Les logements de fonction se trouvent à l'entrée du collège, du côté de la rue de Kyiv : trois T3, trois T4 et un T5. On retrouve le plan utilisé pour le lotissement des Mûriers, construit entre 1971 et 1973 allée de Bellefontaine : ici, sept maisons aux plans en L s'accrochent en « grappes »,.
Le collège connaît des difficultés : il est classé en ZEP en 1982, puis RAR en 2006, ÉCLAIR en 2011 et enfin REP+ en 2014. En 2017, le conseil général de la Haute-Garonne prend la décision d'une fermeture progressive du collège Raymond-Badiou, étalée sur trois ans, en attendant la construction d'un nouveau collège sur une partie des terrains de NXP Semiconductors, en bordure de l'avenue du Général-Eisenhower (emplacement de l'actuel no 134). Le collège Raymond-Badiou devrait quant à lui être démoli en 2021.